# Mariage ou Célibat
Pour plus de détails, voir Fiche technique et Distribution.
Mariage ou Célibat (Walking and Talking) est un film américano-britannico-français-allemand réalisé par Nicole Holofcener et sorti en salles en 1996.

## Synopsis
Proches depuis l'enfance, longtemps colocataires, Amelia et Laura voient leur amitié bousculée quand Laura, après avoir emménagé avec son petit-ami Frank, accepte la demande en mariage de ce dernier et lui consacre désormais ses soirées. Du côté d'Amelia, il y a Andrew qu'elle regrette peut-être, Bill qui ne la rappelle pas, et Big Jeans, le chat qu'elle a longtemps partagé avec Laura et qui dépérit d'un cancer récemment diagnostiqué. Pour l'une comme pour l'autre, aller de l'avant ne va pas de soi s'agissant de concilier les attachements, de ménager les susceptibilités de chacun, ou encore d'assumer jusqu'au bout ses propres choix.

## Fiche technique
- Titre original : Walking and Talking[1]
- Titre français : Mariage ou Célibat[1]
- Réalisation et scénario : Nicole Holofcener
- Casting : Avy Kaufman
- Direction artistique : Roswell Hamrick
- Costumes : Edi Giguere
- Décors : Anne Stuhler
- Photographie : Michael Spiller
- Montage : Alisa Lepselter
- Musique : Billy Bragg
- Producteurs : Ted Hope (en) et James Schamus
- Producteurs exécutifs : Dorothy Berwin et Scott Meek
- Sociétés de production : A Good Machine/Zenith Production
- Pays de production :  États-Unis;  Royaume-Uni;  France;  Allemagne
- Langue originale : anglais
- Format : couleurs
- Genre : comédie dramatique
- Durée : 86 minutes
- Dates de sortie en salles :
  - États-Unis : 17 juin 1996
  - France : 9 octobre 1996

## Distribution
- Catherine Keener : Amelia
- Anne Heche : Laura
- Liev Schreiber : Andrew
- Todd Field : Frank
- Kevin Corrigan : Bill
- Alice Drummond
- Allison Janney